# CBS-index
Het Centraal Bureau voor de Statistiek houdt diverse indices bij. Deze worden kortweg CBS-index genoemd, of volledig bijvoorbeeld de CBS-herbeleggingsindex.
Een voorbeeld van een CBS-index is de index van de aandelen op de Amsterdamse effectenbeurs.